# Brian Steen Nielsen
Brian Steen Nielsen, född 28 december 1968 i Vejle, är en dansk före detta fotbollsspelare som spelade 66 matcher som defensiv mittfältare för Danmarks fotbollslandslag mellan 1990 och 2002, där han gjorde tre mål. Han är numera sportchef i sin före detta klubb AGF Aarhus.

## Meriter
- FIFA Confederations Cup: 1995
- Danska cupen: 1993, 1999